# Yungasvliegenpikker
De Yungas vliegenpikker (Phyllomyias weedeni) is een zangvogel uit de familie Tyrannidae (tirannen).

## Verspreiding en leefgebied
Deze soort komt voor in zuidoostelijk Peru en noordwestelijk Bolivia.

## Status
De grootte van de populatie wordt geschat op 2500-10.000 volwassen vogels. Deze vogel heeft een klein verspreidingsgebied en de aantallen nemen af door habitatverlies. Op de Rode lijst van de IUCN heeft deze soort daarom de status kwetsbaar.